# عمر الزيني
عمر الزيني لاعب كرة قدم سعودي.

## مسيرة اللاعب
لعب سابقاً في الفئات السنية في النادي الأهلي و لعب بعدها في نادي هجر ونادي الانتصار و عاد إلى النادي الأهلي في عام 2018 و لعب بعدها مع نادي القادسية ونادي جدة ونادي العدالة.

## روابط خارجية
- عمر الزيني على موقع Soccerway.com (الإنجليزية)
- عمر الزيني على موقع كووورة